# 水島站

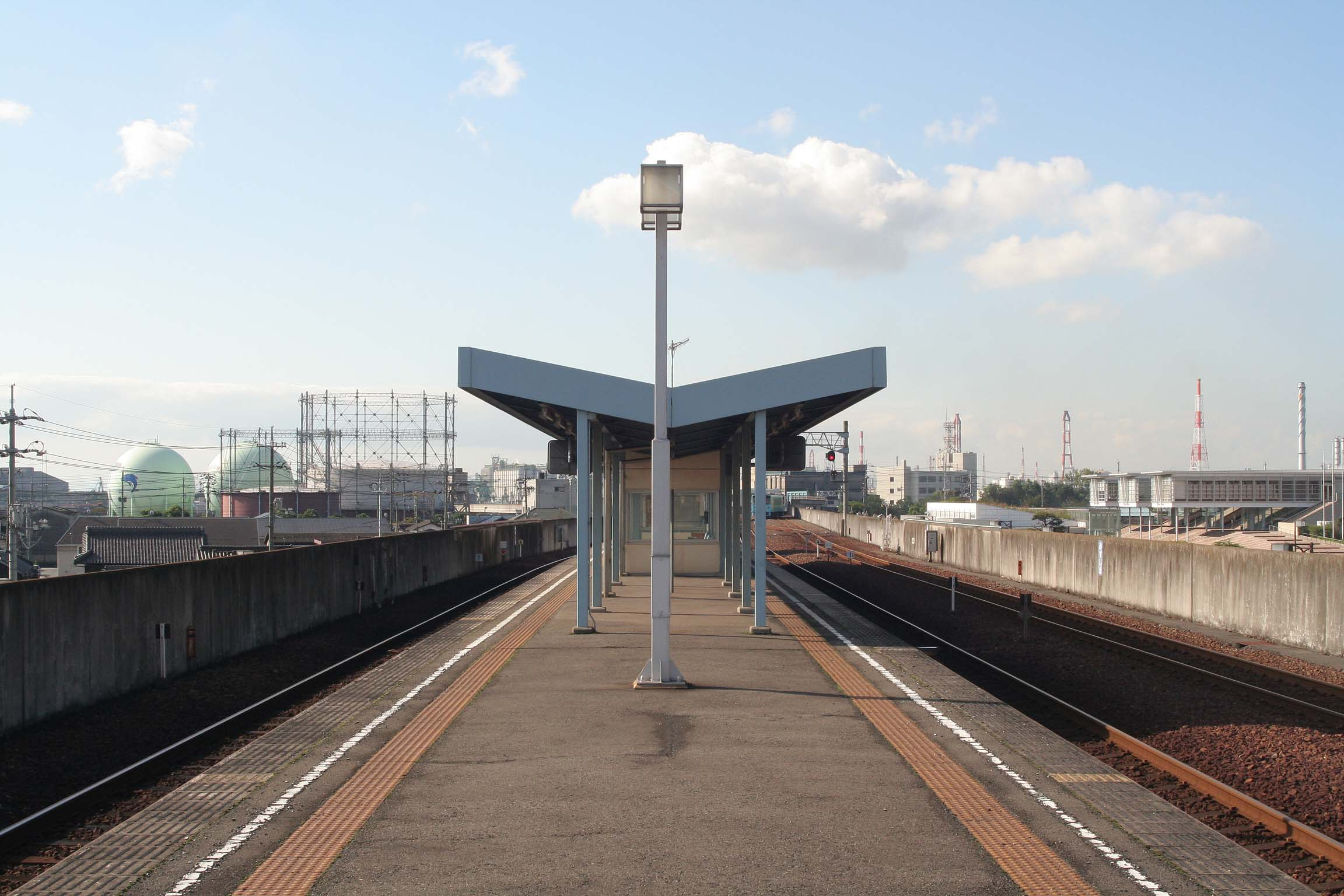
站內

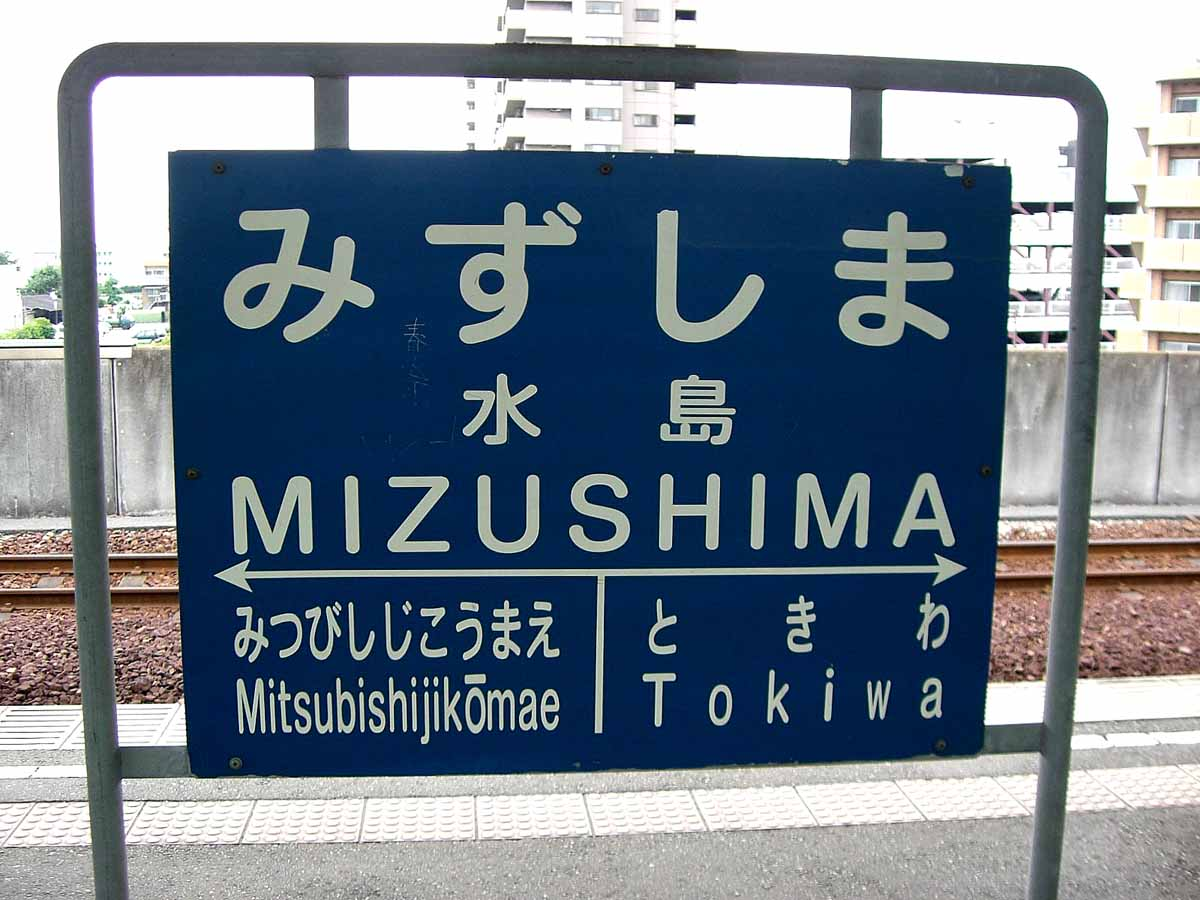
站名牌

水島站（日语：／ Mizushima eki */?）是位於岡山縣倉敷市水島東千鳥町，水島臨海鐵道的水島本線車站。車站編號為MR8。此站是倉敷市水島地域的代表車站。

## 歷史

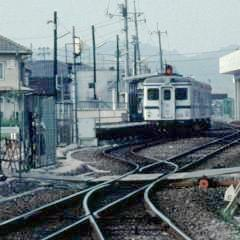
高架化前的車站（1988年）

- 1943年（昭和18年）7月 - 三菱重工業水島飛機製造所（現時：三菱汽車水島製作所）專用鐵道岡山工場站啟用[1]。
- 1948年（昭和23年）8月20日 - 岡山工場站改名為水島站，開始旅客業務[1]。
- 1952年（昭和27年）4月1日 - 專用鐵道轉讓至倉敷市，成為倉敷市交通局車站。
- 1970年（昭和45年）4月1日 - 倉敷市交通局鐵路線轉讓至水島臨海鐵道，成為水島臨海鐵道車站。
- 1983年（昭和58年）4月1日 - 西埠頭線的起點站由此站變為三菱自工前站。
- 1992年（平成4年）9月7日 - 車站高架化完成[2]。同日此站車站職員的當值時間只限於日間。

## 車站構造
車站是一座高架車站，設有1面2線的島式月台。此站設有升降機，也有貨物專用的側線。在高架橋下設有廁所。月台上設有候車室。日間可於站內櫃臺購買定期票和回數票，櫃臺營業時間為9：00～18：00。
| 月台 | 路線     | 上下行 | 方向           |
| ---- | -------- | ------ | -------------- |
| 1、2 | 水島本線 | 上行   | 倉敷市方向     |
| 1、2 | 水島本線 | 下行   | 三菱自工前方向 |

此站在1992年高架化。在高架化前只有1面1線的單式月台和貨物通過專用的1線。當時此站為整日無人車站。另外，於車站南邊與國道430號相交的平交道是有人式的。

## 利用狀況
以下為1日平均乘車和上下車人次列表。
| 年度   | 1日平均 乘車人冷 | 1日平均 上下車人次 |
| ------ | ---------------- | ------------------ |
| 1999年 | 791              | 1,542              |
| 2000年 | 733              | 1,422              |
| 2001年 | 608              | 1,368              |
| 2002年 | 543              | 1,302              |
| 2003年 | 532              | 1,287              |
| 2004年 | 498              | 1,212              |
| 2005年 | 485              | 1,239              |
| 2006年 | 479              | 1,306              |
| 2007年 | 463              | 1,290              |
| 2008年 | 474              | 1,324              |
| 2009年 | 453              | 1,267              |

## 車站周邊
車站東邊為住宅區，南邊為三菱汽車和JFE西日本水島地區相關工廠。車站西邊設有站前迴旅路。
- 水島Nova City
  - 倉敷市水島體育館
- 倉敷市環境交流廣場
- 三菱汽車水島製作所
- AEON Town水島購物中心
- 百十四銀行（日语：百十四銀行）水島分店
- 水島瓦斯（日语：水島ガス）
- 水島港灣合同廳舍
  - 第六管區海上保安本部水島海上保安部
  - 岡山運輸支局（日语：岡山運輸支局）水島海事事務所
  - 神戶稅關水島稅關分署
- 國道430號（日语：国道430号）

## 巴士
- 途經廣江團地、曾原口、茶屋町站前往岡山中學·高等學校（日语：岡山中学校・高等学校）的校車

## 其他
- 日間時段和夜間時段，部分列車於此站折返。
- 此站設有泊車轉乘專用停車站，可容納19架私家車。停車場月租1,000日圓～1,500日圓（通勤定期票使用者價格）[4]。
- 在瀨戶大橋開通前，車站南方的水島港（日语：水島港）設有三洋汽船（日语：三洋汽船）航線前往丸龜，當時全國版時間表記錄了相關轉乘資訊。
- 在站前高架化工程完成時，設置了紀念雕塑[5]。

## 相鄰車站
水島臨海鐵道
水島本線
常盤（MR7）－水島（MR8）－三菱自工前（MR9）
港東線（貨物線）
水島－東水島

## 注腳
1. 1 2  会社沿革 （页面存档备份，存于）（日語）（水島臨海鐵道）・水島臨海鉄道 小史 （页面存档备份，存于）（日語）（日本民營鐵道協會）
2. ↑  . 交通新聞 (交通新聞社). 1992-08-21: 1 （日语）.
3. ↑  岡山縣統計年報
4. ↑  パーク&ライドのご案内 （页面存档备份，存于）（日語） - 水島臨海鐵道株式會社，2015年4月13日參閲。
5. ↑  タウン情報/水島支所 （页面存档备份，存于）（日語） - 倉敷市、2015年4月13日參閲。